# نورالله حیدری دستنائی
نورالله حیدری دستنائی (زادهٔ ۱۳۳۹ در دستنا)، نماینده حوزهٔ انتخابیهٔ اردل، فارسان، کیار و کوهرنگ در دورهٔ هشتم مجلس شورای اسلامی بوده‌است.